# Libre Graphics Meeting

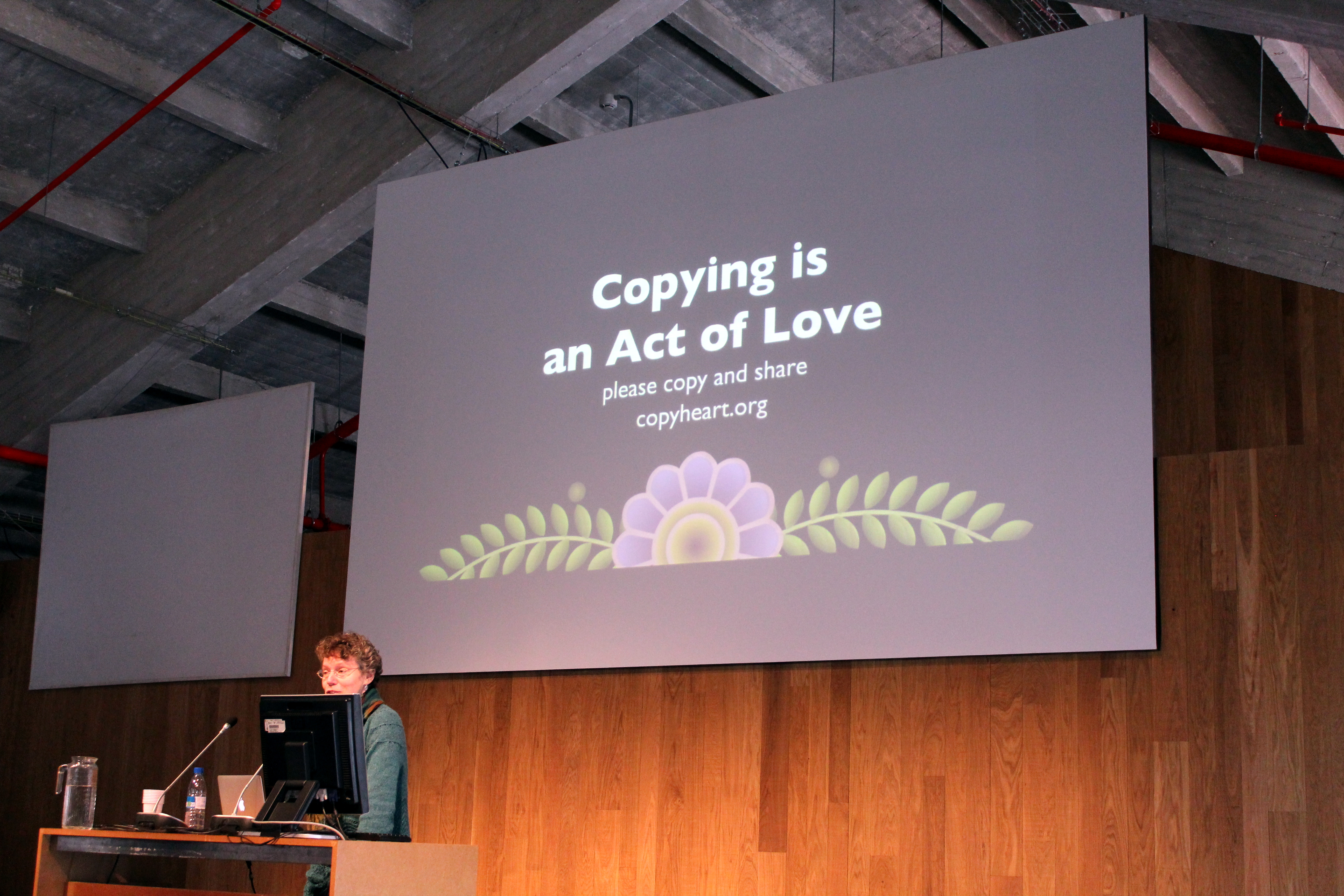
Copying is an act of love, presentación hecha en LGM 2013

La Libre Graphics Meeting (LGM) es una conferencia anual para la discusión de software libre y de código abierto para gráficos. La primera Libre Graphics Meeting fue realizada en marzo de 2006. Las comunidades de Inkscape, GIMP, Krita, Scribus, sK1, Blender, Open Clip Art Library, Open Font Library, y más proyectos, se reúnen a través del proyecto Create para celebrar esta conferencia. Fue cofundada por Dave Neary y Dave Odin.

## Características
Llevada a cabo cada año desde el 2006, la LGM busca atraer a programadores, artistas, y profesionales que utilizan y desarrollan aplicaciones de gráficos de software libre y de código abierto. Reúne a estas personas con el motivo de que se creen aplicaciones gráficas libres de alta calidad. Mediante la colaboración, se genera contenido común entre las aplicaciones, como brochas, y se producen mejoras en la interoperabilidad, por ejemplo definiendo formatos de archivos.
Los distintos grupos que este evento reúne, aprovechan la oportunidad para realizar reuniones específicas. Para muchos de los participantes, es la única posibilidad de verse en persona con sus equipos.

## Eventos
| Año  | Fecha                    | Lugar                  | Enlaces                                                                                  | Notas                                                         |
| ---- | ------------------------ | ---------------------- | ---------------------------------------------------------------------------------------- | ------------------------------------------------------------- |
| 2006 | 17 al 19 de marzo        | Lyon, Francia          | sitio web                                                                                | celebrada en Ecole d'Ingénieurs CPE.                          |
| 2007 | 4 al 6 de mayo           | Montreal, Canadá       | sitio web Archivado el 20 de julio de 2011 en Wayback Machine. y grabaciones de video    | celebrada en Polytechnique de Montréal.                       |
| 2008 | 8 al 11 de mayo          | Breslavia, Polonia     | sitio web Archivado el 16 de mayo de 2017 en Wayback Machine. y grabaciones de videos    | celebrada en Wrocław University of Technology.                |
| 2009 | 6 al 9 de mayo           | Montreal, Canadá       | sitio web Archivado el 20 de marzo de 2009 en Wayback Machine. y grabaciones de videos   | celebrada en École Polytechnique de Montréal.                 |
| 2010 | 27 al 30 de mayo         | Bruselas, Bélgica      | sitio web Archivado el 30 de mayo de 2009 en Wayback Machine. y grabaciones de videos    | celebrada en Pianofabriek, Bruxelles.                         |
| 2011 | 10 al 13 de mayo         | Montreal, Canadá       | sitio web Archivado el 9 de julio de 2011 en Wayback Machine. y grabaciones de videos    | celebrada en École Polytechnique de Montréal.                 |
| 2012 | 2 al 5 de mayo           | Viena, Austria         | sitio web Archivado el 18 de febrero de 2012 en Wayback Machine. y grabaciones de videos | celebrada en Technikum Wien.                                  |
| 2013 | 10 al 13 de abril        | Madrid, España         | sitio web Archivado el 7 de enero de 2013 en Wayback Machine. y grabaciones de videos    | celebrada en MediaLab Prado.                                  |
| 2014 | 2 al 5 de abril          | Leipzig, Alemania      | sitio web Archivado el 25 de noviembre de 2013 en Wayback Machine.                       | a celebrarse en Universidad de Leipzig.                       |
| 2015 | 30 de abril al 3 de mai  | Toronto, Canadá        | sitio web Archivado el 10 de febrero de 2015 en Wayback Machine.                         | Universidad de Toronto.                                       |
| 2016 | 15 al 18 de abril        | Londres, Reino Unido   | sitio web Archivado el 1 de diciembre de 2015 en Wayback Machine.                        | Universidad de Westminster.                                   |
| 2017 | 20 al 23 de abril        | Río de Janeiro, Brasil | sitio web Archivado el 28 de marzo de 2017 en Wayback Machine.                           | Pontifícia Universidade Católica do Rio de Janeiro            |
| 2018 | 26 al 30 de abril        | Sevilla, España        | sitio web Archivado el 9 de noviembre de 2020 en Wayback Machine.                        | Universidad de Sevilla (Facultad de Comunicación) y Tramallol |
| 2019 | 29 de mayo al 2 de junio | Saarbrücken, Alemania  | sitio web Archivado el 24 de septiembre de 2020 en Wayback Machine.                      | K8 Institut fuer strategische Ästhetik                        |